# 빌드업 (음악 그룹)
빌드업은 대한민국의 음악 그룹이다. 2019년 싱글 《Think Of You (Feat. 아웃사이더)》로 데뷔했다.

## 방송
- 믹스나인 (2017)

## 음반
- Think Of You (Feat. 아웃사이더) (2019)
- 꿈나라 (Dream Land) (2020)